# Vlaggenschilder

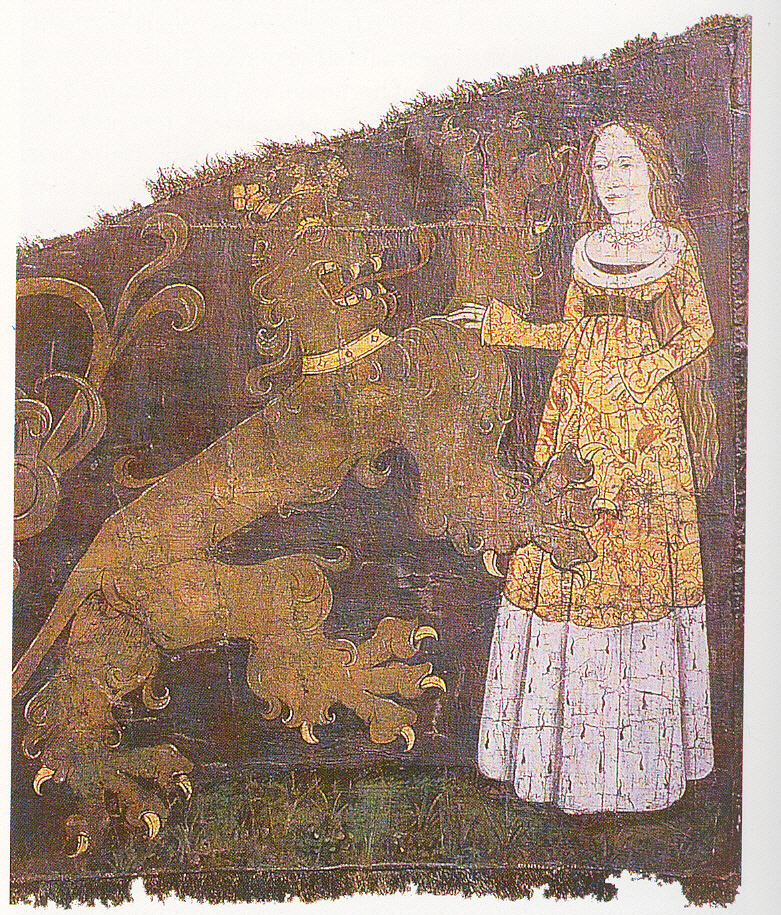
Handgeschilderde vlag door Agnes van den Bosche

Een vlaggenschilder is een kunstschilder die vlaggen beschildert. Het was lang een nevenactiviteit van schilders. In de negentiende eeuw was het voor een enkeling de hoofdactiviteit.

## Geschiedenis
Naast solitaire schilders bestonden tevens schildersfamilies. Zo is de familie van den Bosche uit Gent bekend die grote aantallen vlaggen heeft geschilderd. Een van de weinig gedocumenteerde vrouwen is tevens afkomstig van deze familie. Van Agnes van den Bosche is nog een stadsvlag bewaard gebleven. Andere voorbeelden zijn bewaard gebleven omdat ze door onder anderen de Zwitsers als oorlogsbuit gedocumenteerd werden in geïllustreerde boeken.
Allerlei soorten vlaggen werden tot ver in de negentiende eeuw beschilderd. Vaak door vlaggenschilders van wie we de naam niet kennen. Twee vlaggenschildersbedrijfjes uit de negentiende eeuw kennen we bij naam. Een daarvan was gevestigd in Rotterdam, de firma Pijnappels. De ander de firma Elbers kwam uit Zwartsluis. Diverse musea waaronder het Rijksmuseum, het Scheepvaartmuseum, het Maritiem Museum Rotterdam, het Zuiderzeemuseum en het Fries Scheepvaartmuseum bewaren vlaggen en wimpels van deze twee vlaggenschilders.
Omstreeks 1841 vestigde Franciscus Hermanus Pijnappels (1812-1859) zich als vlaggenmaker en vlaggenschilder. Hij was de zoon van een kleermaker en trouwde in 1833 in hetzelfde milieu. Zijn vrouw Cornelia Wittenheer was ook de dochter van een kleermaker. Pijnappels oefende zijn bedrijf uit aan de Boerensteiger in Rotterdam. Vermoedelijk werkte zijn echtgenote als naaister mee in het bedrijf. In 1857 overleed zij waarna Pijnappels in hetzelfde jaar hertrouwde met Margaretha Bouman die ook naaister van beroep was. In 1859 stierf Pijnappels plotseling. Het bedrijf werd voortgezet door de weduwe met hulp van de meesterknecht en vlaggenschilder Willem Wolff met wie zij in 1860 trouwde. In 1867 stierf Willem Wolff en in 1875 hertrouwde Margaretha Bouman met Jacob Boshamer, die afkomstig was uit een familie van kunstschilders. Ook hij specialiseerde zich in het beschilderen van vlaggen (en wimpels). In 1893 kwam hij te overlijden, de weduwe zette nog enige jaren het bedrijf voort. In 1903 overleed zij. Zowel van Franciscus Hermanus Pijnappels als van Willem Wolff en Jacob Boshamer zijn beschilderde vlaggen en wimpels bekend.

De firma Elbers, gevestigd te Zwartsluis, was actief tussen circa 1854 en 1934.  Het was vooral een huis- en scheepsschildersbedrijf. Er zijn vlaggen gesigneerd door H[arm] Elbers. Het (gedeeltelijke) bedrijfsarchief bevindt zich in de collectie van het Zuiderzeemuseum.  

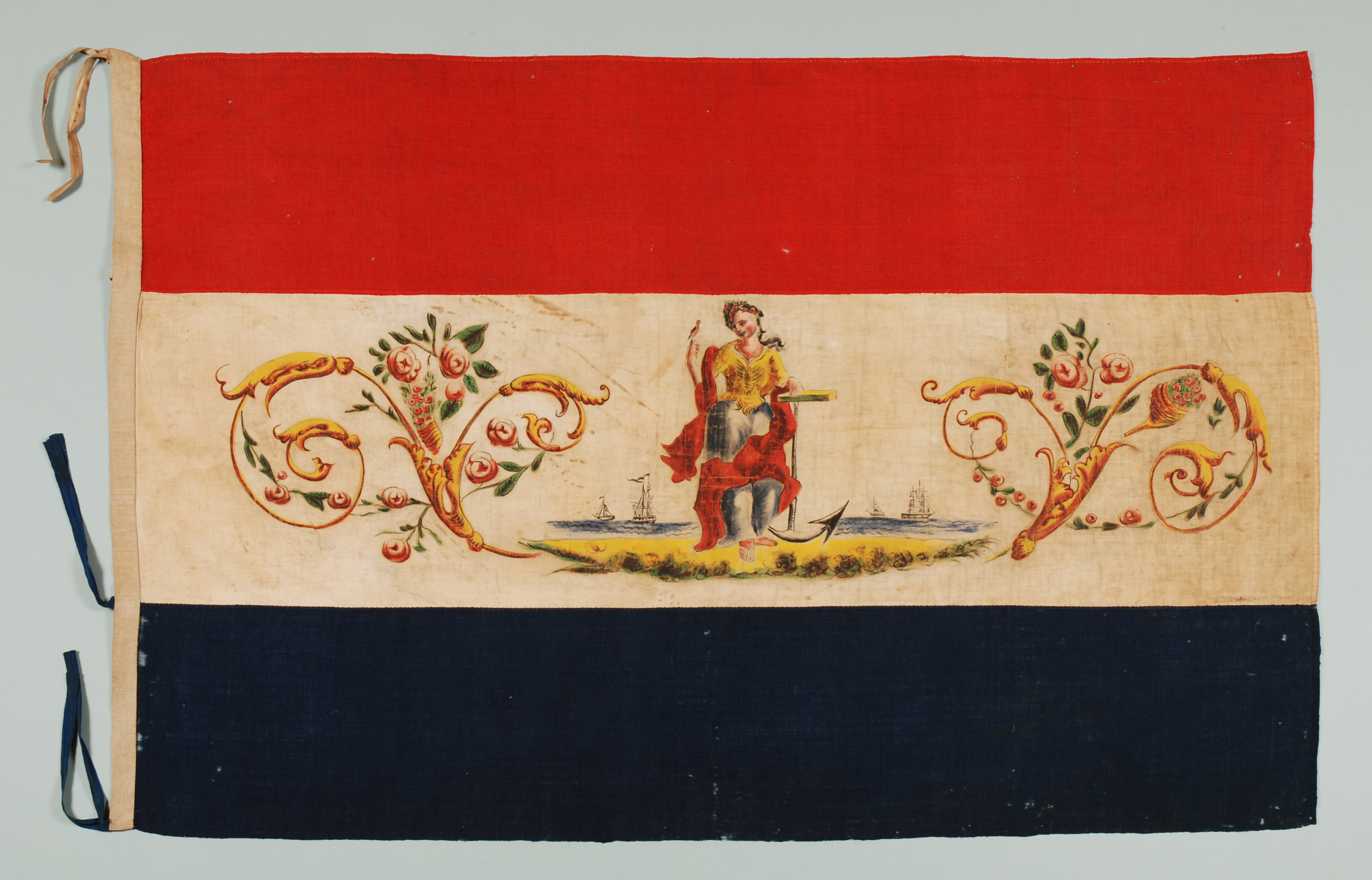
Vlag, anoniem, 19de eeuw. Collectie Museum Rotterdam
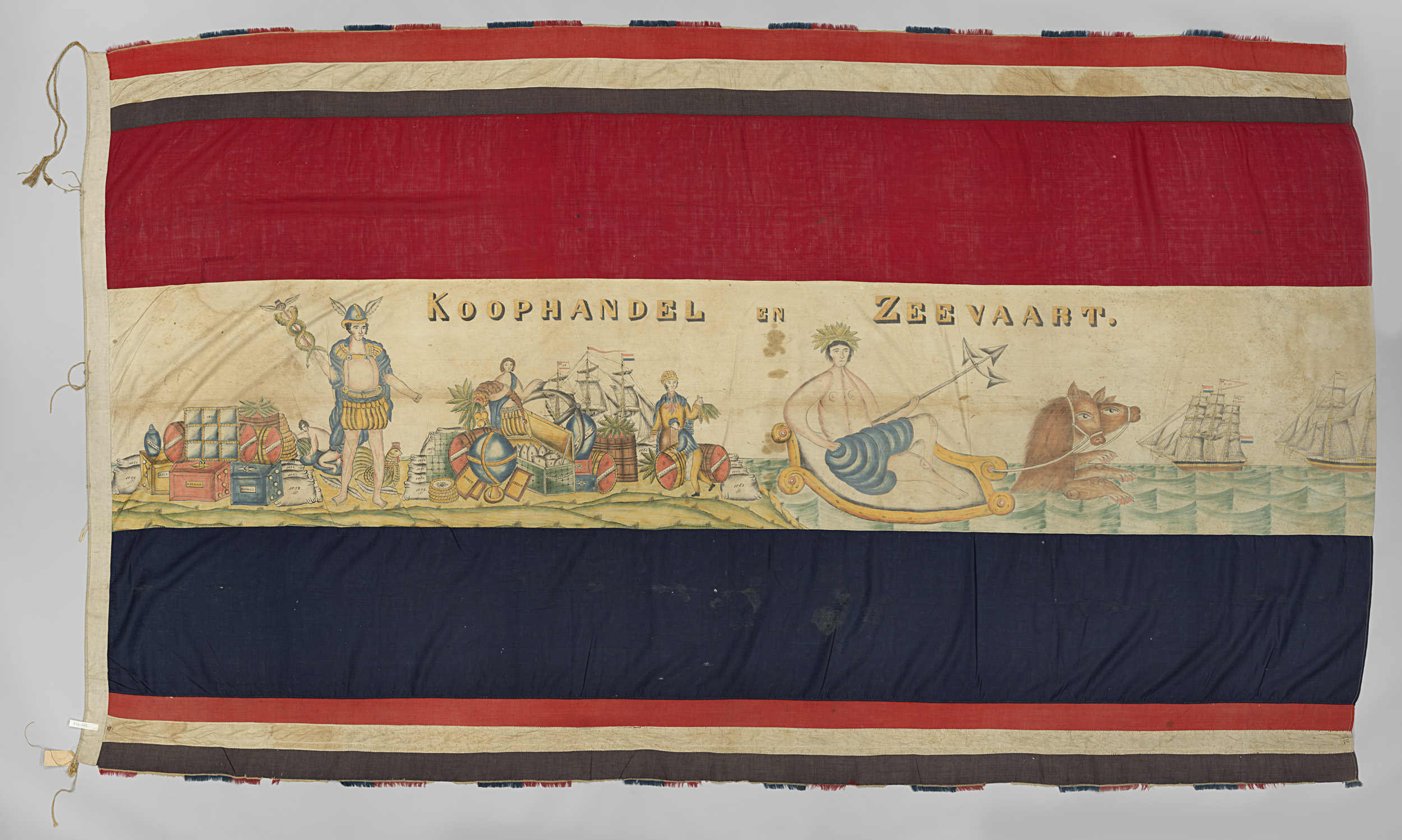
Vlag, anoniem, 1881. "Koophandel en Zeevaart". Collectie Rijksmuseum
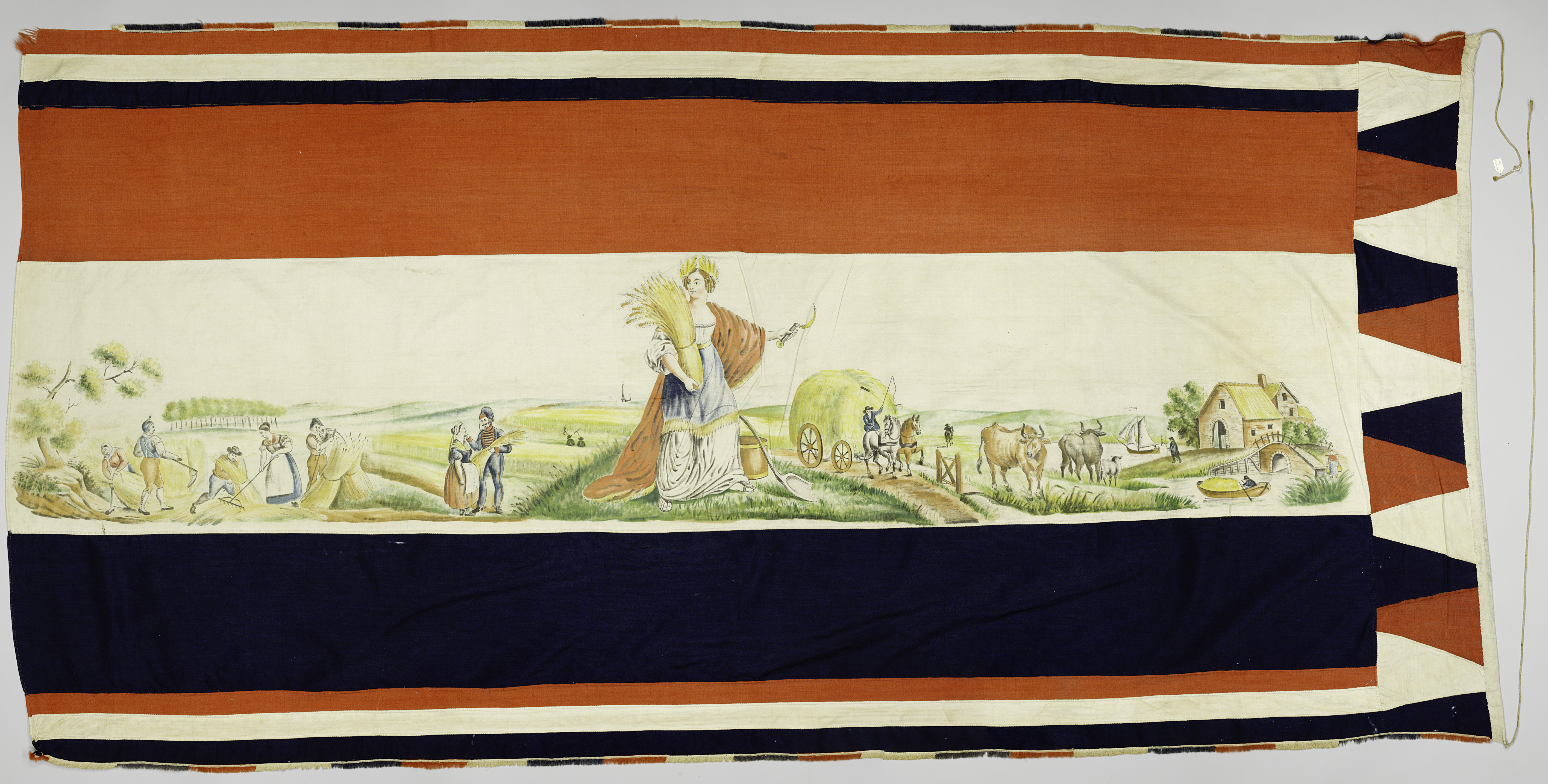
Vlag, anoniem, 19de eeuw. Ceres, godin van de landbouw. Collectie Rijksmuseum
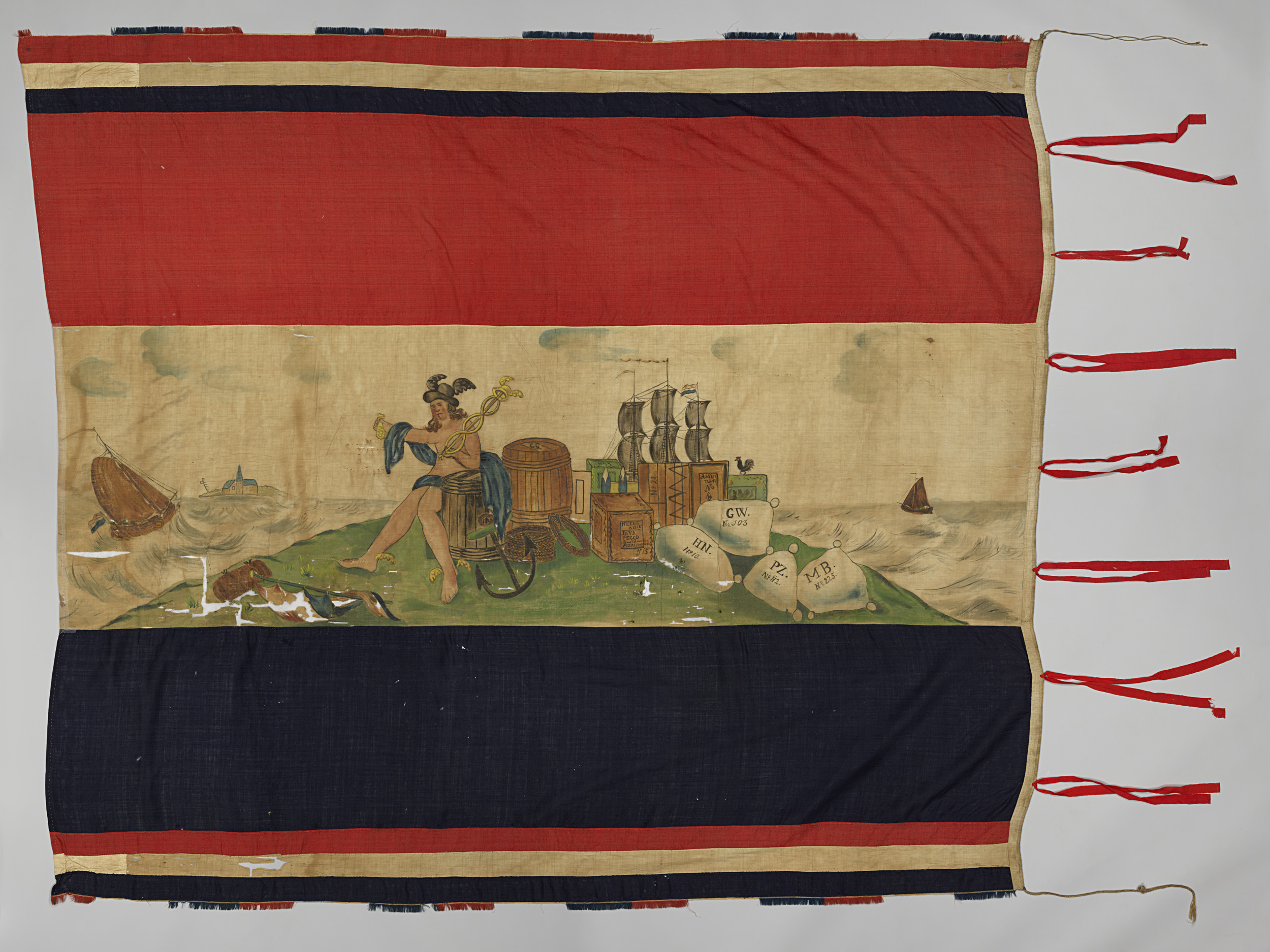
Vlag, anoniem, 19de eeuw. Met Mercurius, god van de handel. Collectie Rijksmuseum
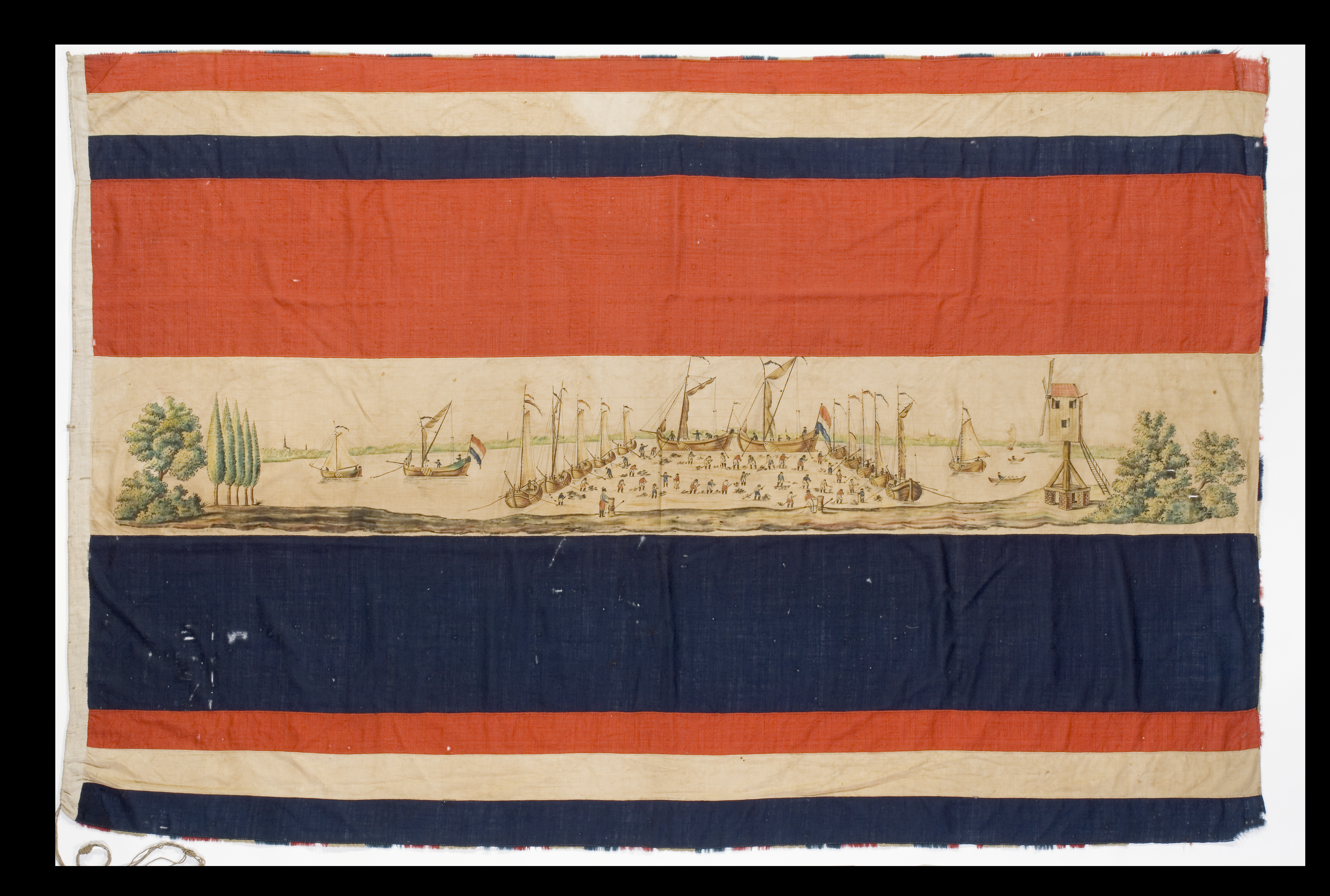
Vlag door F.H. Pijnappels, ca. 1850. Collectie Maritiem Museum Rotterdam